# Saint-Étienne-la-Varenne

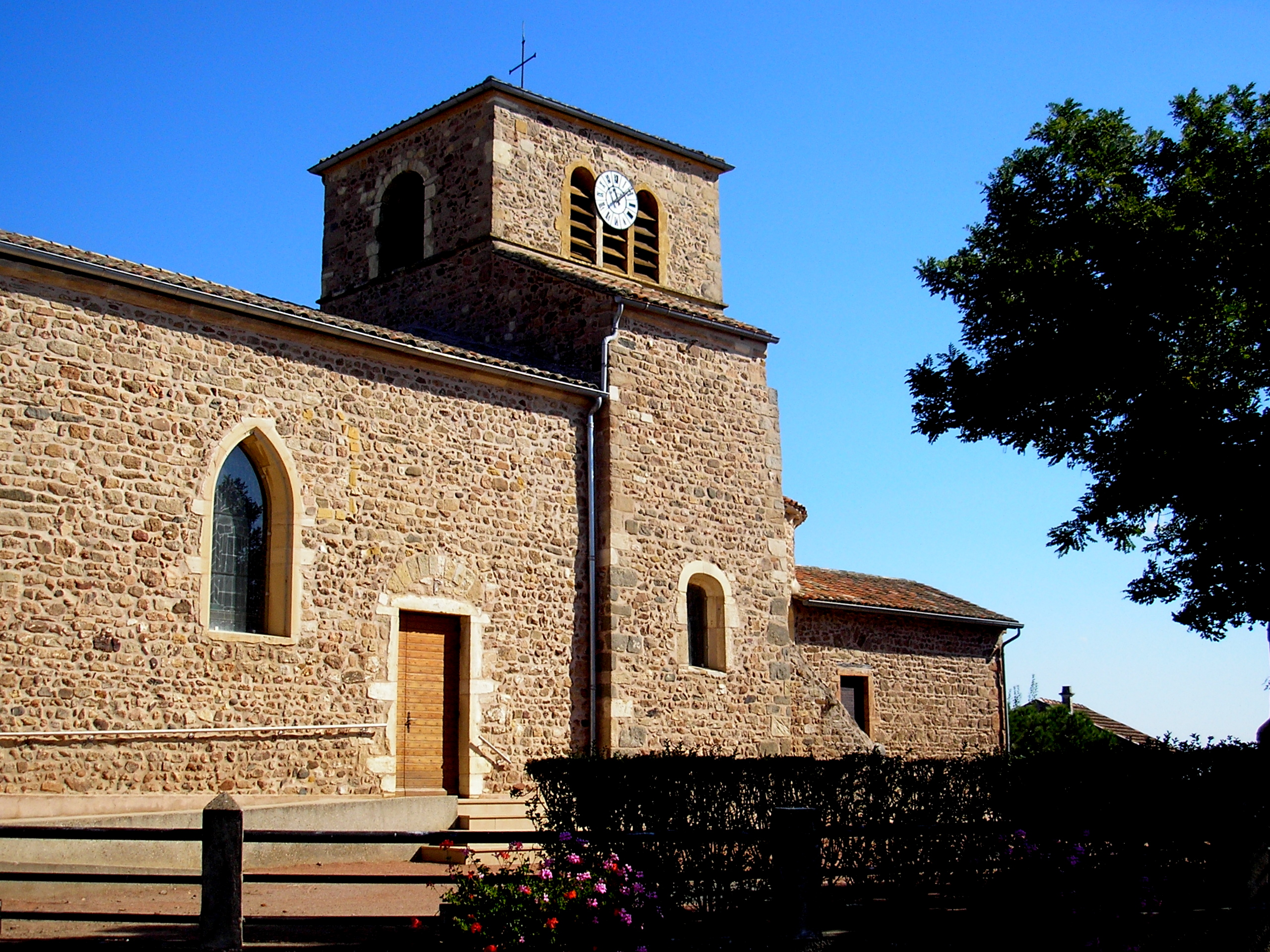
Kościół w Saint-Étienne-la-Varenne, 2007

Saint-Étienne-la-Varenne – miejscowość i gmina we Francji, w regionie Owernia-Rodan-Alpy, w departamencie Rodan.
Według danych na rok 1990 gminę zamieszkiwało 518 osób, a gęstość zaludnienia wynosiła 74 os./km² (wśród 2880 gmin regionu Rodan-Alpy Saint-Étienne-la-Varenne plasuje się na 1130. miejscu pod względem liczby ludności, natomiast pod względem powierzchni na miejscu 1357.).